# Sherborn (Massachusetts)
Sherborn es un pueblo ubicado en el condado de Middlesex en el estado estadounidense de Massachusetts. En el Censo de 2010 tenía una población de 4.119 habitantes y una densidad poblacional de 98,24 personas por km².

## Geografía
Sherborn se encuentra ubicado en las coordenadas 42°14′1″N 71°22′29″O / 42.23361, -71.37472. Según la Oficina del Censo de los Estados Unidos, Sherborn tiene una superficie total de 41.93 km², de la cual 40.97 km² corresponden a tierra firme y (2.29%) 0.96 km² es agua.

## Demografía
Según el censo de 2010, había 4.119 personas residiendo en Sherborn. La densidad de población era de 98,24 hab./km². De los 4.119 habitantes, Sherborn estaba compuesto por el 94.37% blancos, el 0.39% eran afroamericanos, el 0.02% eran amerindios, el 3.33% eran asiáticos, el 0% eran isleños del Pacífico, el 0.46% eran de otras razas y el 1.43% pertenecían a dos o más razas. Del total de la población el 1.38% eran hispanos o latinos de cualquier raza.